# エズメ・ステュワート (初代レノックス公)
初代レノックス公爵エズメ・ステュワート（英: Esmé Stewart, 1st Duke of Lennox、1542年頃 - 1583年5月26日）は、スコットランドの貴族。
スコットランド王ジェームズ6世の寵臣。カトリックとしてプロテスタントの摂政第4代モートン伯爵ジェイムズ・ダグラスと対立し、1581年にモートン伯を処刑に追いこんで権力を握ったが、その翌年にプロテスタント貴族がリヴェン拉致事件を起こしたため、フランス亡命を余儀なくされた。

## 経歴
1542年頃、スコットランド貴族の第3代レノックス伯爵ジョン・ステュワートの三男でフランス貴族オービニー卿（Seigneur d'Aubigny）の爵位を持つジョン・ステュワートとその妻アン（旧姓デ・ラ・クユール）の長男として生まれる。
第4代レノックス伯マシュー・ステュワートの甥にあたり、したがって4代レノックス伯の子であるダーンリー卿ヘンリー・ステュワート（メアリー女王の王配）とは従兄弟の関係にあたる。
1567年5月31日の父の死によりフランス貴族爵位オービニー卿を継承した。
フランスで育ったが、フランス・カトリック指導者ギーズ公アンリ1世の後援を受け、プロテスタントのスコットランド摂政第4代モートン伯爵ジェイムズ・ダグラスを排除する目的で1579年にスコットランドに帰国した。
美男子であり、マナーが洗練されていたため、少年王ジェームズ6世を魅了した。アンガスのアーブロウス修道院（Arbroath Abbey）の領地を与えられ、1580年3月5日にはレノックス伯爵（Earl of Lennox）とダーンリー＝オウビニー＝ダルキース卿（Lord Darnley, Aubigny and Dalkeith）、1581年8月5日にはレノックス公爵（Duke of Lennox）、ダーンリー伯爵（Earl of Darnley）、オウビニー＝ダルキース＝トーボルトン＝アバーダー卿（Lord Aubigny, Dalkeith, Torboltoun and Aberdour）に叙せられた。これら5つの爵位はいずれも直系の男系男子（heirs male of his body）に相続させる規定が付いたスコットランド貴族爵位である。
奸計をめぐらし、1581年1月にはモートン伯にダーンリー卿暗殺の罪を着せて、モートン伯を失脚・処刑に追いやり、代わって摂政に就任した。しかしこの強引な権力奪取はモートン伯を支持するプロテスタントの怨嗟を買い、カトリック再興への警戒感が高まった。そして翌1582年には初代ガウリー伯ウィリアム・リヴェンらプロテスタント貴族がジェームズ6世を誘拐するリヴェン拉致事件を起こすに至り、レノックス公はフランスへの亡命を余儀なくされた。
翌1583年5月26日にフランス・パリで客死した。

## 栄典

### 爵位
1567年5月31日の父の死によりフランス貴族爵位オービニー卿(Seigneur d'Aubigny)を継承。
1580年3月5日に以下の爵位を新規に与えられた。
- 初代レノックス伯爵（英語版） (1st Earl of Lennox)
（勅許状によるスコットランド貴族爵位）
- 初代ダーンリー＝オウビニー＝ダルキース卿 (Lord Darnley, Aubigny and Dalkeith)
（勅許状によるスコットランド貴族爵位）

1581年8月5日に以下の爵位を新規に与えられた。
- 初代レノックス公爵 (1st Duke of Lennox)
（勅許状によるスコットランド貴族爵位）
- 初代ダーンリー伯爵 (1st Earl of Darnley)

（勅許状によるスコットランド貴族爵位）
- 初代オウビニー＝ダルキース＝トーボルトン＝アバーダー卿 (1st Lord Aubigny, Dalkeith, Torboltoun and Aberdour)
（勅許状によるスコットランド貴族爵位）

## 家族
フランス貴族の娘キャサリン・ド・バルサックと結婚。彼女との間に以下の2男3女を儲けた。
- 長男ルドヴィック・ステュワート（英語版）（1574年 - 1624年） - 第2代レノックス公爵位を継承
- 次男エズメ・ステュワート（英語版）（1579年 - 1624年） - 第3代レノックス公爵位を継承
- 長女ヘンリエッタ・ステュワート（生年不詳 - 1642年） - 初代ハントリー侯爵ジョージ・ゴードン（英語版）と結婚
- 次女メアリー・ステュワート（生年不詳 - 1644年） - マー伯ジョン・アースキン（英語版）と結婚。
- 三女ガブリエラ（生没年不詳）